# Tropismus (Virologie)
Tropismus (altgriechisch τροπός tropós „Wendung“) bezeichnet in der Virologie die Fähigkeit eines Virus, eine bestimmte Sorte von Zellen oder bestimmte Gewebe zu infizieren und sich dort zu vermehren.

## Eigenschaften
Die meisten Viren können sich nur in ganz bestimmten wenigen Zellen bzw. Geweben produktiv vermehren. Diese bilden dann innerhalb eines Wirtes ein „Virus-Reservoir“ bei einer Infektion. Der Zelltyp-Tropismus bestimmt den Wirtstropismus (synonym Wirtsspektrum) und somit das Reservoir in einer Population von Wirten, gelegentlich sogar in mehreren Arten (z. B. Influenzaviren). Eine mit einem bestimmten Virus infizierbare Zelle oder Zelllinie wird auch als permissiv für dieses Virus bezeichnet. Eine für ein bestimmtes Pathogen nicht-permissive Zelle oder Zelllinie wird auch als resistent oder restriktiv für dieses Pathogen bezeichnet. Dies erfolgt durch eine Inkompatibilität zu Proteinen der Wirtszelle oder durch Restriktions- oder Resistenzfaktoren seitens des Wirts.
Der Tropismus wird durch verschiedene Faktoren bestimmt:
- das Vorhandensein eines Virus-Rezeptors auf der Oberfläche der betreffenden Zelle. Im Gegenzug dazu muss das Virus über Proteine an seiner Oberfläche verfügen (Peplomere), mit denen es an den Rezeptor binden kann. Beispielsweise infiziert HIV CD4-positive Lymphozyten und ist damit lymphotrop. Die Virus-Rezeptoren sind das CD4-Oberflächenantigen und das CXCR4 oder das CCR5 der Lymphozyten. HIV heftet sich über sein gp120-Protein („120-kDa-Glykoprotein“) an den Rezeptor an.
- die biochemische „Ausstattung“ des Zellinneren muss eine Virusreplikation und eine Freisetzung neugebildeter Virionen ermöglichen, sonst kommt es trotz eventuellen erfolgreichen Eindringens in die Zelle nicht zur Fortsetzung der Infektkette.

## Beispiele für viralen Tropismus
- Alphaherpesviren sind neurotrop, d. h., sie infizieren Nervenzellen (Neurone)
- Betaherpesviren und Viren der Gattung Lymphocryptovirus sind lymphotrop, sie infizieren Lymphozyten
- HIV ist lymphotrop und neurotrop
- Papillomviren sind epitheliotrop, d. h., infizieren Basalzellen der Haut und Schleimhäute
- Hepadnaviren sind hepatotrop, d. h., sie infizieren Leberzellen (Hepatozyten)
- Polioviren sind neurotrop. Sie befallen bevorzugt die Vorderhornzellen des Rückenmarkes (alpha-Motoneurone)
- Influenzaviren sind pulmotrop und bronchotrop und bei H5N1-Influenzaviren auch enterotrop.